# Акташ (Бахмальский район)
Акташ (узб. Oqtosh / Оқтош) — посёлок городского типа, расположенный на территории Бахмальского района Джизакской области Республики Узбекистан.

Статус посёлка городского типа с 2009 года.